# Jagen und Fischen

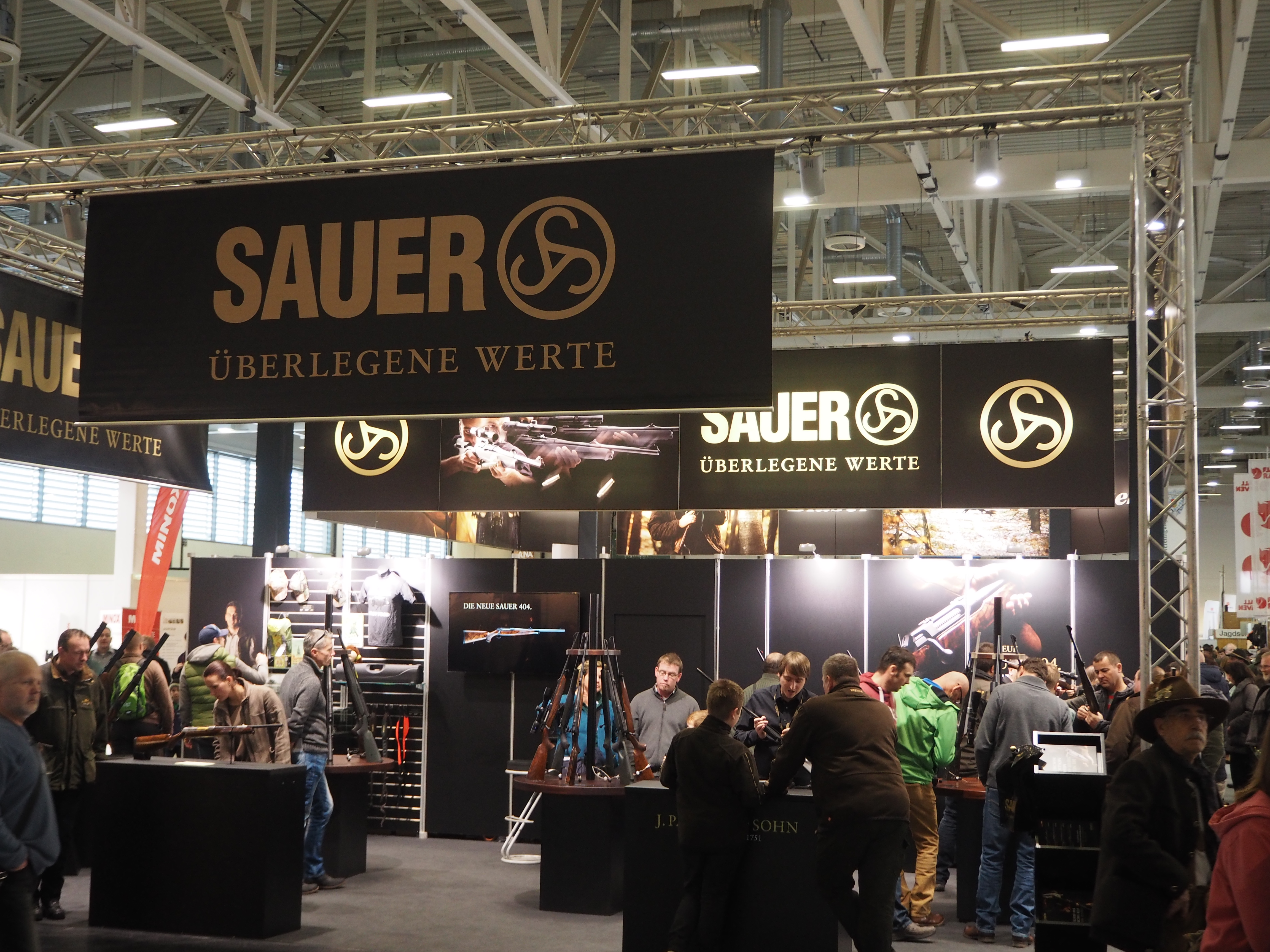
Stand des Waffenherstellers Sauer auf der Jagen und Fischen 2017

Die Jagen und Fischen ist eine jährlich in Augsburg stattfindende Publikumsmesse.

## Messethemen
Der Schwerpunkt der Messe liegt auf den Themenbereichen Jagen und Fischen sowie Outdoor, Offroad und Forst unter dem Motto „Natur erleben“. Ausgestellt werden unter anderem Jagd- und Angelbekleidung, Jagd- und Trachtenschmuck, Jagd- und Angelreisen, Jagdwaffen, Greifvögel, Mode und Bekleidung sowie Jagdhunde. Angeschlossen war einige Zeit die Messe „Augsbow“, die aktuell jedoch nicht durchgeführt wird.
Das Rahmenprogramm der Messe umfasst Fachvorträge auf zwei Bühnen für Angler und Jäger sowie im Freigelände Greifvogelpräsentationen und -flugschauen, Jagdgebrauchshundepräsentationen, Modenschauen für Jäger und Fischer und Demonstrationen in der Wild- und Fischküche.
Kulturell umrahmt wird die Veranstaltung von Vorführungen von Jagdhornbläsern.

## Veranstalter und Besucherzahlen
Veranstalter der Messe war von 1987 bis 1992 die Agentur Reich, von 1993 bis 2009 die Messe München, auf deren Gelände die Messe im zweijährigen Turnus stattfand. Seit 2012 wird die Jagen und Fischen jährlich, immer Ende Januar von der Messe Augsburg veranstaltet.
2017 belegte die Messe vier Hallen, Tagungszentrum und Freigelände der Messe Augsburg. Der Veranstalter weist seit 2012 konstant steigende Besucher- und Ausstellerzahlen zahlen aus, 2017 beherbergte die Messe über 300 Aussteller und rund 32.000 Besucher.
2020 kamen 370 Aussteller und über 37.600 Besucher ins Messe-Revier Augsburg. Sowohl 2021 wie auch 2022 fiel die Messe aus. 2024 zog die Messe rund 300 Aussteller und rund 23.000 Besucher an.